# (9292) 1982 UE2
(9292) 1982 UE2 est un astéroïde de la ceinture principale aréocroiseur découvert en 1982.

## Description
(9292) 1982 UE2 a été découvert le 16 octobre 1982 à l'observatoire Kleť, en République tchèque, en Bohême-du-Sud, par Antonín Mrkos.

### Caractéristiques orbitales
L'orbite de cet astéroïde est caractérisée par un demi-grand axe de 2,20 UA, un périhélie de 1,57 UA, une excentricité de 0,28 et une inclinaison de 4,34° par rapport à l'écliptique. Du fait de ces caractéristiques, à savoir un demi-grand axe inférieur à 3,2 UA et un périhélie compris entre 1,3 et 1,666 UA, il croise l'orbite de Mars et est classé, selon la JPL Small-Body Database, comme astéroïde aréocroiseur (aréo venant de Arès).

### Caractéristiques physiques
(9292) 1982 UE2 a une magnitude absolue (H) de 15,1 et un albédo estimé à 0,309.